# Lygosomini
Lygosomini – plemię jaszczurek z podrodziny Lygosominae w obrębie rodziny scynkowatych (Scincidae).

## Zasięg występowania
Plemię obejmuje gatunki występujące w Afryce, Azji i Oceanii.

## Podział systematyczny
Do plemienia należą następujące rodzaje:
- Dravidoseps Agarwal, Thackeray & Khandekar, 2024
- Haackgreerius Lanza, 1983 – jedynym przedstawicielem jest Haackgreerius miopus (Greer & Haacke, 1982)
- Lamprolepis Fitzinger, 1843
- Lygosoma Hardwicke & Gray, 1827
- Mochlus Günther, 1864
- Riopa Gray, 1839
- Subdoluseps Freitas, Datta-Roy, Karanth, Grismer & Siler, 2019